# Gianpaolo Gambi
Gianpaolo Gambi (Napoli, 27 agosto 1978) è un attore, comico e conduttore televisivo italiano.

## Biografia
Gianpaolo Gambi studia recitazione e si forma a Milano con la compagnia teatrale Quelli di Grock di cui fa parte dal 2002 fino al 2012.
Si diploma inoltre in Commedia dell'Arte a Pordenone ed è laureato in Economia e Commercio.
Dal 2015 al 2022 è dapprima spalla alla conduzione e poi co-conduttore nel programma di intrattenimento quotidiano Detto fatto in onda su Raidue.
In televisione inizia nel 2002 a Disney Channel dove conduce Live Zone da scoprire, segmento del programma contenitore Live Zone dedicato prevalentemente ai viaggi, mentre l'anno successivo conduce Eta Beta, anch'esso in onda su Disney Channel, ma anche su Rai 2.
Nel 2005 partecipa alla miniserie televisiva Il Grande Torino e nel 2007 partecipa alla quinta stagione di Un medico in famiglia.
Nel 2015 è l'attore nello scherzo a Nina Morić nell'ultima edizione di Scherzi a parte.
Nel 2020 esce il suo primo romanzo dal titolo 53 giorni.

È legato sentimentalmente alla stilista Olivia Ghezzi Perego.
Sua sorella Letizia Gambi è una cantante jazz e musicista che vive negli Stati Uniti.

## Programmi televisivi
- Live Zone da scoprire (Disney Channel, 2002-2003)
- Eta Beta (Disney Channel, 2003-2005)
- Eta beta (Rai 2, 2005)
- Trebisonda (Rai 3, 2009-2010)
- Un altro giorno di gloria (Sky Sport, 2010)
- L'almanacco del Gene Gnocco (Rai 3, 2011)
- Scherzi a parte (Canale 5, 2012)
- Le Iene presentano Scherzi a parte (Canale 5, 2015)
- Detto fatto (Rai 2,  2015-2022)
- Stasera tutto è possibile (Rai 2, 2018)
- Andrea Pucci Show (Italia 1, 2022)
- Io e te insieme a tutti i costi (Rai 2, 2023)
- Le Iene (Italia 1, 2023)
- Non sono una signora (Rai 2, 2023) concorrente
- Caduta libera - I migliori (Canale 5, 2023) concorrente
- Questione di stile (Rai 2, 2024) inviato

## Filmografia

### Televisione
- Il Grande Torino (Rai 1, 2005) - regia di Claudio Bonivento
- Un medico in famiglia (Rai 1, 2007) - regia di Elisabetta Marchetti
- Paolo VI - Il papa nella tempesta (Rai 1, 2008) - regia di Fabrizio Costa
- Don Matteo (Rai 1, 2008) - regia di Elisabetta Marchetti
- Hip Hop Hurrà (Disney Channel, 2008)
- Love Bugs (Italia 1, 2008)
- Piper (Canale 5, 2009) - regia di Francesco Vicario
- Camera Café (Italia 1, 2009)
- Terapia d'urgenza (Rai 1, 2009) - regia di Gianpaolo Tescari
- Life Bites - Pillole di vita (Disney Channel, 2009)
- Piloti (Rai 2, 2010)

### Cinema
- Italiano medio (2015) - regia di Maccio Capatonda

## Teatro
- Salomè, regia I. George (1998)
- Antigone, regia A. Castellucci (1999)
- Molto rumore per nulla, regia di M. Salvalalio (2000)
- Moby, regia di C. Orlandini (2002)
- A' Schcumm', regia di C. Orlandini (2003)
- Bella, regia di C. Orlandini (2004)
- Addaura Woyzeck, regia di C. Collovà e R. Martinelli (2005)
- Bundesliga 44', regia Gianfelice Facchetti (2005)
- Hidden life, regia A. Schurrman (2006)
- The italian Express, di G. Gambi (2007)
- Caos, regia C. Intropido (2004-10)
- La clè du chapiteau, regia C. Intropido (2004-2010)
- Farfalle nello stomaco, regia G. Pozzoli (2013)
- Molto rumore per nulla, regia C. Intropido (2014)
- One man chef, regia di Demo Mura e Giorgio Vignali (2015)
- Il milapoletano, di e con G. Gambi (dal 2015)
- Uno qualunque, di e con G. Gambi (2018)
- Meglio così, di e con G. Gambi e regia di Dario Enrico Baudini (2020)
- Gianpaolo Gambi Show, di e con G. Gambi (2022)
- Andrea Pucci Show, con Andrea Pucci (2022)
- Volevo fare la showgirl di e con G. Gambi (2023)
- Taxi a due piazze regia di Chiara Noschese (2023)

## Libri
- 53 giorni (2020), edito da Sperling & Kupfer

## Radio
- Play Out (2005) - Play Radio